# アイグン条約
- アイグン条約
- 璦琿条約
- 愛琿条約

アイグン条約（璦琿条約、露: Айгунский договор）は、ロシア帝国と清が、1858年5月28日に中国東北部、アムール川中流のアイグン（現黒竜江省黒河市）において結んだ条約。

## 概要

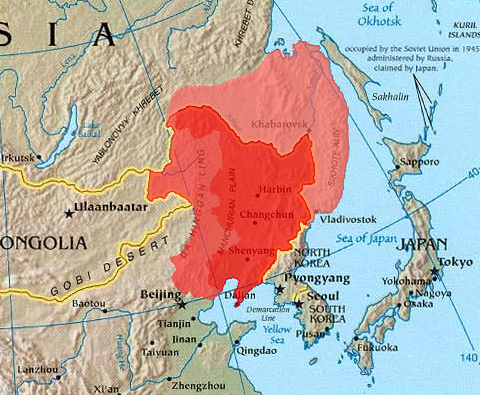
右側の薄い赤が外満洲、外満洲の北側がネルチンスク条約による清・ロシアの国境、外満洲の南側がアイグン条約と北京条約による清・ロシアの国境

条約によって、1689年のネルチンスク条約以来、清国領とされてきたアムール川左岸をロシアが獲得し、ウスリー川以東の外満洲（現在の沿海州）は両国の共同管理地とされた。また、清はロシアにアムール川の航行権を認めた。
19世紀から20世紀初頭にかけて、清が列強と結ぶことを余儀なくされた不平等条約の一つである。
1851年に起こった太平天国の乱や1856年から1860年にかけてのアロー戦争など、アヘン戦争（1840年 - 1842年）以降の清国内の混乱に乗じたロシア帝国の東シベリア総督ニコライ・ムラヴィヨフ＝アムールスキーが、停泊中のロシア軍艦から銃砲を乱射して、調印しなければ武力をもって黒竜江左岸の満洲人を追い払うと脅迫し、清国全権・奕山に認めさせた。
のち清は条約を否認したが、1860年の北京条約で確認され、ネルチンスク条約の効果は完全に失われた。
現在のロシア連邦と中国の極東部での国境線は、このアイグン（璦琿）条約と北京条約で確定されたものが基本となっているが、その後の河川の流路の変化により、中ソ国境紛争など両国の対立の原因の一つとなっていた。しかし、2004年にようやく国境全部の画定が完了した。